# Stubbe – Von Fall zu Fall: Stubbe und die Killer
Stubbe und die Killer ist ein deutscher Fernsehfilm von Christa Mühl aus dem Jahr 1997. Es handelt sich um den zehnten Filmbeitrag der ZDF-Kriminalfilmreihe Stubbe – Von Fall zu Fall mit Wolfgang Stumph in der Titelrolle.

## Handlung
Kommissar Wilfried Stubbes ist mit seinem jungen Kollegen Kay Klowe im Auto unterwegs zur Dienststelle, als plötzlich die Nachricht von einem Banküberfall eingeht. Unverzüglich eilen sie den Beamten zu Hilfe, die von zwei bewaffneten Bankräubern attackiert werden. Als diese mit zwei Geiseln das Gebäude verlassen und sich den Weg freischießen, stellt sich Kay Klowe schützend vor ein Kind. Dabei wird er tödlich getroffen. Wolf Rühl, einer der Täter, kann festgenommen werden, während sein Komplize mit einer der Geiseln entkommt. Stubbe nimmt das Ganze sehr mit und auch seine Frau Caroline fragt sich, wie lange es noch dauern wird, bis eines Tages auch vor ihrer Tür ein Beamter steht und sie die Nachricht erhält, dass ihr Mann nie wieder nach Hause kommen wird.
Die Suche nach dem flüchtigen Bankräuber bleibt zunächst erfolglos. Aufgrund von Hinweisen gehen die Beamten davon aus, dass der Bankangestellte Sebastian Bösche mit den Tätern zusammengearbeitet hat und nun als Geisel getarnt mit dem zweiten Bankräuber auf der Flucht ist.
Wolf Rühl den tödlichen Schuss nachzuweisen, stellt sich als schwieriger heraus als erwartet. Nicht nur, dass dieser leugnet geschossen zu haben, er versucht über seinen Anwalt Stubbe der Falschaussage zu bezichtigen. Zudem erhält Stubbes Frau einen Drohbrief, der zur Einschüchterung dienen soll. Damit nicht genug, wird auch Stubbes Tochter Christiane von einem falschen Beamten angesprochen, der sie angeblich zum Revier bringen will. Christianes Klugheit ist zu verdanken, dass diese geplante Entführung fehlgeschlagen ist. Zur Sicherheit seiner Familie wird diese vorübergehend in einem Hotel einquartiert.
Inzwischen wird Sebastian Bösche erschossen aufgefunden. Den Abschiedsbrief, in welchem er sich selbst bezichtigt für den tödlichen Schuss auf den Polizisten verantwortlich zu sein, hält Stubbe für unglaubwürdig. Er vermutet in Rühls Sohn den Komplizen und lässt nach ihm fahnden. Derweil spitzen sich die Ereignisse zu. So startet Rühls Anwalt eine Pressekampagne gegen Stubbe und auf den Dienstwagen der Kommissare wird ein Anschlag verübt. Doch damit nicht genug, presst Rühls Sohn seinen Vater aus der Haft frei. Während die Polizei auf alle Forderungen eingeht, um das Leben Unschuldiger nicht zu gefährden, gelingt es Stubbe Vater und Sohn gegeneinander auszuspielen. Als Rühl von seinem Sohn hören muss, dass er Sebastian Bösche erschossen hat, weil er meinte seinem Vater damit zu helfen, fordert er ihn auf aufzugeben, was dieser dann auch tut.

## Hintergrund
Der Film wurde in Hamburg und Umgebung gedreht und am 6. Dezember 1997 um 20:15 Uhr im ZDF erstausgestrahlt. Er erschien unter dem Titel Stubbe – Von Fall zu Fall/Folge 1–10 mit neun weiteren Fällen auf DVD.

## Kritik
Für die Kritiker der Fernsehzeitschrift TV Spielfilm war Stubbe und die Killer „ein braves Märchen vom Bürgerpolizisten“; sie vergaben dem zehnten Stubbe-Fall eine mittlere Wertung, indem sie mit dem Daumen zur Seite zeigten.